# Jonas Laurentii
Jonas Laurentii, född 1588, död 1652 i Varvs socken, var en svensk präst i Varvs församling.

## Biografi
Jonas Laurentii föddes 1588. Han var son till kyrkoherden Laurentius Jonæ i Varvs socken. Laurentii blev 14 oktober 1615 student vid Uppsala universitet, Uppsala och prästvigdes 15 juli 1620 med namnet Liitovius till komminister i Styra församling, Varvs pastorat. Han blev 1635 vice pastor i församlingen och 1636 kyrkoherde i Varvs församling, Varvs pastorat. Laurentii avled 1652 i Varvs socken.

### Familj
Laurentii gifte sig med Brita. De fick tillsammans barnen Sara, Daniel Jonæ, Joen (Gyræus) Hvarf, Joel (Gyræus, Hvarf) Hörner (1627–1683), Andreas Gyræus, Sven (född 1631) och Lars (född 1638).